# Enderûn

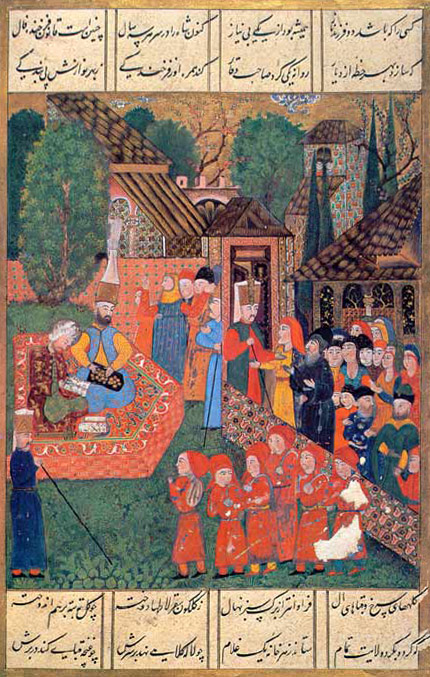
Devşirme en los Balcanes, miniatura otomana, 1558

El Enderûn (español: "El Interior" también اندرون همايوم Enderûn-i Hümâyûn "Magnífico Enderûn" o اندرون مكتبى Enderûn Mektebi "Escuela Palaciega") era un sistema otomano de entrenamiento y reclutamiento de los súbditos cristianos, que eran seleccionados y educados en la cultura islámica y otomana, para luego servir en varios puestos como sirvientes personales del sultán. Más tarde, también se aceptaron estudiantes musulmanes. El nombre Enderûn deriva de la escuela en el Palacio de Topkapı, que era la última estación de los estudiantes. Esta escuela del palacio estaba ubicada en el tercer patio interior del Topkapı, el Enderûn. Esta zona interior del palacio contrastaba con el mundo exterior (Bīrūn) y solo se empleaba para el servicio personal de la familia real. Todas las personas que trabajaban y servían aquí tenían el estatus de kul (قول/sirviente) y, por lo tanto, tenían una relación semejante a la esclavitud con el sultán.
El Enderûn fue bastante exitoso en el desarrollo de una burocracia cuyos miembros provenían de diferentes culturas. El éxito se reflejó a todo nivel. Además del entrenamiento administrativo, los estudiantes también fueron preparados para una carrera militar. Los graduados del Enderûn estaban muy cercanos al sultán y separados de las clases bajas. Más tarde trabajaban como eruditos, poetas, comandantes militares y ocupaban cargos políticos como ministros y visires.
Este sistema educativo se diferenciaba de las tradiciones escolares turcas, islámicas o europeas. Debido a la naturaleza multicultural del imperio, también fue un modelo para la formación de estudiantes de diversos orígenes hacia un ideal común. El Enderûn tuvo un efecto positivo en la coexistencia pacífica en el reino.

## Historia

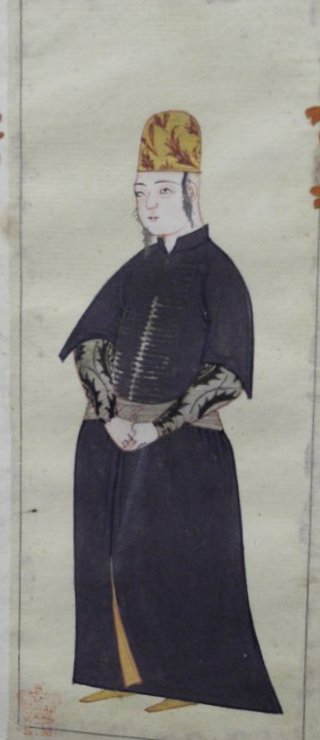
Paje del palacio imperial, álbum del viajero Peter Mundy, 1618

El permanencia y crecimiento del Imperio Otomano dependían de la calidad de sus estadistas. Una característica de la política de Mehmed II fue establecer una escuela especial para los niños más dotados del imperio, con el fin de convertirlos en estadistas efectivos y leales. Con este fin, Mehmed II mejoró la escuela del palacio, que había sido fundada por su predecesor Murad I en Edirne, y la trasladó al Palacio de Topkapi en Estambul.
"La escuela de pajes formó a 60 grandes visires, más de 100 visires, 23 grandes almirantes de la flota otomana, miles de altos funcionarios, gobernadores, grandes financistas pero también artistas, arquitectos, calígrafos, compositores, pintores y poetas, es decir la hermosa flor de la élite otomana con la excepción de los religiosos, incluso si tres grandes muftis, jefes supremos de la jerarquía religiosa, también procedían del serrallo." 
Hasta el reinado de Mahmud II en el siglo XIX este sistema funcionó bien, pero con la apertura de escuelas militares de orientación europea y la disolución del ejército otomano tradicional en 1826 bajo Mahmud II, la escuela perdió importancia. En el curso de las reformas del Tanzimat, los turcos y miembros de otras nacionalidades abrieron escuelas de comercio y de otro tipo. Fuera de ello, los graduados perdieron su supremacía en la administración otomana, lo que perjudicó aún más al Enderûn. Fue finalmente cerrado durante el segundo período constitucional otomano en 1909.

## Plan de estudios y principios básicos del Enderûn

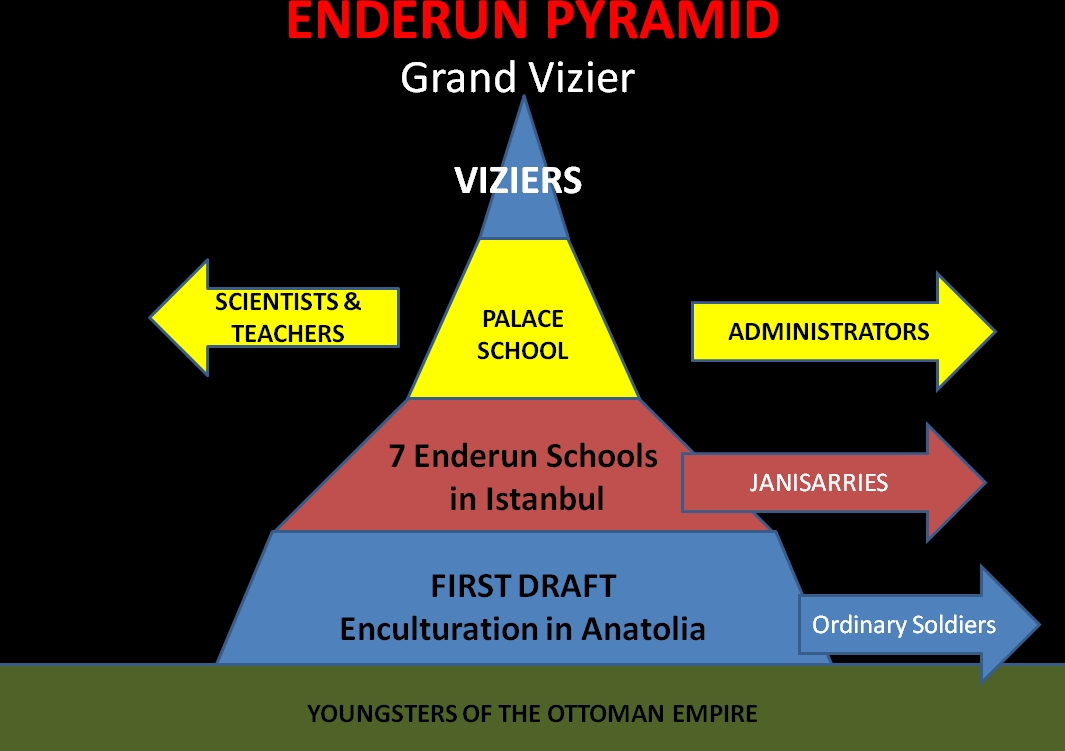
La carrera de los estudiantes en el sistema escolar del Enderûn

Varios exploradores recorrían el país en busca de niños talentosos, los cuales debían tener entre 10 y 20 años, sin ser huérfanos, hijos únicos, o discapacitados físicamente, ya que se creía que un espíritu fuerte residía solo en un cuerpo fuerte. La devşirme, literalmente "la recolección" o "la cosecha", era un gravamen obligatorio sobre las poblaciones cristianas sujetas al imperio La educación comenzaba en tres escuelas preparatorias fuera del Palacio de Topkapi, donde estudiaban entre 1000 y 2000 estudiantes, de los cuales se enseñaba a los mejores, después de una selección, en la escuela del palacio. La formación de estos Içoğlan seleccionados duraba de siete a ocho años. Las reglas escolares fueron cambiando con el tiempo. Las materias se dividían en cinco complejos:
1. Ciencias islámicas como el árabe, el turco y el persa,
2. Ciencias naturales como las matemáticas y la geografía,
3. Historia, derecho, administración, costumbres del palacio y arte de gobierno.
4. Formación profesional, incluida la educación artística y musical,
5. Entrenamiento físico, incluido el entrenamiento con armas[7][8][9]

Los graduados exitosos se destinaban a una carrera administrativa o científica, de acuerdo con sus habilidades, mientras que los que fracasaban ingresaban al ejército. Una de las características más distintivas de Enderûn era su elaborado sistema de recompensas, cuidadosamente graduadas, y las correspondientes penalizaciones. Ipsirli describió que el objetivo principal de la escuela no era solo la educación escolar, sino también el reconocimiento y la promoción de los talentos de los estudiantes. Al final de la formación, los estudiantes podían leer y escribir con fluidez en al menos tres idiomas, comprendían los nuevos avances científicos, conocían al menos un oficio o materia artística y tenían cualidades militares. El Enderûn no solo quería formar escribas o soldados, sino al ser humano perfecto que pudiera administrar el vasto imperio con amplios conocimientos y habilidades.

## El edificio escolar

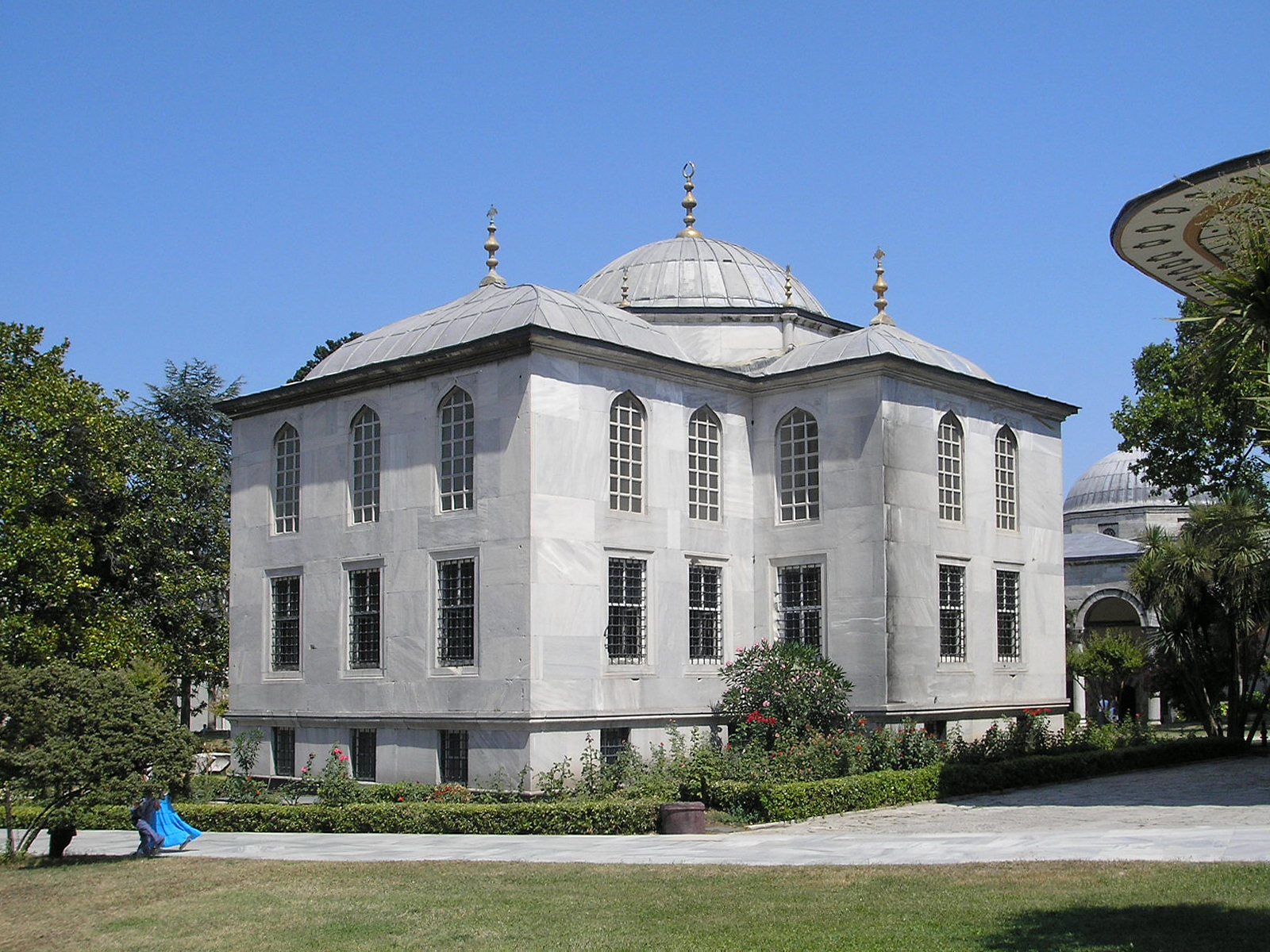
La biblioteca de la escuela del palacio en estilo neoclásico

La escuela del palacio estaba ubicada en el tercer patio del Palacio de Topkapı, donde se ubicaban otros edificios importantes como el tesoro, la sala del trono, el harén y el pabellón con las reliquias sagradas (Emanat-ı mukaddese). La escuela de palacio constaba de siete salones que representaban las diferentes clases o campos profesionales. Doce profesores impartían clases en cada salón y los alumnos vestían ropa diferente según su desempeño.  Los pabellones fueron en detalle:
1. Hane-i Sağır (El salón pequeño): tanto aquí como en el salón grande, los estudiantes leían y escribían. El superintendente y líder aquí era el Kapı Ağası.
2. Hane-i Kebir (El gran salón) - Tenía funciones semejantes a las del salón pequeño.
3. Hane-i Bâzyân (El salón del halconero) – En este salón, los discípulos atendían a los halcones de caza de los gobernantes. El número de estudiantes aquí era cuarenta.
4. Hane-i Seferli (Salón del cuerpo expedicionario): albergaba la lavandería del sultán. Los estudiantes se encargaban de la ropa.
5. Hâne-i Kiler (Despensa): Aquí se encontraban la despensa y la cocina. Los estudiantes se ocupaban de la comida y la bebida para el gobernante. La comida del sultán era escudriñada por los catadores.
6. Hazine Koğuşu (Tesorería) - Aquí los estudiantes se ocupaban de la gestión de la tesorería de la corte y la contabilidad.
7. Has Oda (Habitación interior) – El Sultán vivía en esta área y era atendido por unos cuarenta discípulos con el rango de Ağas.

La escuela incluía una biblioteca, una mezquita, un conservatorio de música, dormitorios y baños.